# Premier League de Suazilandia 2019-20
La Premier League de Suazilandia 2019-20 fue la edición número 44 de la Premier League de Suazilandia. El Green Mamba fue el campeón defensor. Esta culminada temporada se debió a la pandemia por coronavirus en Suazilandia, que la Asociación Nacional de Fútbol de Suazilandia anunció que la temporada queda concluida. El Young Buffaloes FC que era líder fue declarado campeón de liga.

## Equipos participantes
| Pos.   | Equipo                 | Ciudad     | Estadio                   | Capacidad |
| ------ | ---------------------- | ---------- | ------------------------- | --------- |
| 1      | Green Mamba FC         | Mbabane    | Estadio Nacional Somhlolo | 20000     |
| 2      | Royal Leopards FC      | Nhlangano  | KS II Memorial Park       | 2000      |
| 3      | Young Buffaloes FC     | Mbabane    | Estadio Nacional Somhlolo | 20000     |
| 4      | Mbabane Swallows FC    | Mbabane    | Estadio Nacional Somhlolo | 20000     |
| 5      | Mbabane Highlanders FC | Mbabane    | Estadio Nacional Somhlolo | 20000     |
| 6      | Manzini Sea Birds FC   | Mbabane    | Centro Deportivo Mavuso   | 5000      |
| 7      | Matsapha United FC     | Mbabane    | Simunye Park              | 10000     |
| 8      | Malanti Chiefs FC      | Mbabane    | Estadio Nacional Somhlolo | 20000     |
| 9      | Moneni Pirates FC      | Mbabane    | Estadio Nacional Somhlolo | 20000     |
| 10     | Manzini Wanderers FC   | Mbabane    | Estadio Nacional Somhlolo | 20000     |
| 11     | Manzini Sundowns FC    | Mbabane    | Estadio Nacional Somhlolo | 20000     |
| 12     | Tambuti FC             | Mbabane    | Simunye Park              | 10000     |
| 1 (SD) | Black Swallows FC      | Piggs Peak | Killarney Sports Field    | 1500      |
| 2 (SD) | Milling Hotspurs FC    | Mbabane    | Estadio Nacional Somhlolo | 20000     |

## Tabla de posiciones
Actualizado el 23 de agosto de 2020.
| Pos. | Equipo                 | PJ | PG | PE | PP | GF | GC | DG  | Pts. | Clasificado a                                 |
| ---- | ---------------------- | -- | -- | -- | -- | -- | -- | --- | ---- | --------------------------------------------- |
| 1    | Young Buffaloes FC (C) | 18 | 14 | 3  | 1  | 48 | 11 | +37 | 45   | Campeón y Liga de Campeones de la CAF 2020-21 |
| 2    | Mbabane Swallows FC    | 18 | 10 | 7  | 1  | 28 | 7  | +21 | 37   |                                               |
| 3    | Royal Leopards FC      | 18 | 10 | 5  | 3  | 24 | 11 | +13 | 35   |                                               |
| 4    | Moneni Pirates FC      | 18 | 9  | 4  | 5  | 25 | 17 | +8  | 31   |                                               |
| 5    | Green Mamba FC         | 18 | 8  | 4  | 6  | 26 | 14 | +12 | 28   |                                               |
| 6    | Manzini Sundowns FC    | 18 | 6  | 7  | 5  | 19 | 20 | -1  | 25   |                                               |
| 7    | Mbabane Highlanders FC | 18 | 4  | 11 | 3  | 12 | 13 | -1  | 23   |                                               |
| 8    | Tambuti FC             | 18 | 5  | 8  | 5  | 22 | 28 | -6  | 23   |                                               |
| 9    | Milling Hostpurs FC    | 18 | 4  | 7  | 7  | 13 | 22 | -9  | 19   |                                               |
| 10   | Manzini Sea Birds FC   | 17 | 4  | 5  | 8  | 19 | 29 | -10 | 17   |                                               |
| 11   | Manzini Wanderers FC   | 18 | 4  | 5  | 9  | 19 | 30 | -11 | 17   |                                               |
| 12   | Malanti Chiefs FC      | 17 | 5  | 0  | 12 | 11 | 26 | -15 | 15   |                                               |
| 13   | Matsapha United FC     | 18 | 3  | 5  | 10 | 15 | 30 | -15 | 14   |                                               |
| 14   | Black Swallows FC      | 18 | 3  | 2  | 13 | 19 | 40 | -21 | 11   |                                               |